# Sjostedtiella montana
Sjostedtiella montana är en stekelart som beskrevs av André Seyrig 1934. Sjostedtiella montana ingår i släktet Sjostedtiella och familjen brokparasitsteklar. Inga underarter finns listade i Catalogue of Life.